# Avianca
Pour les articles homonymes, voir AVA.

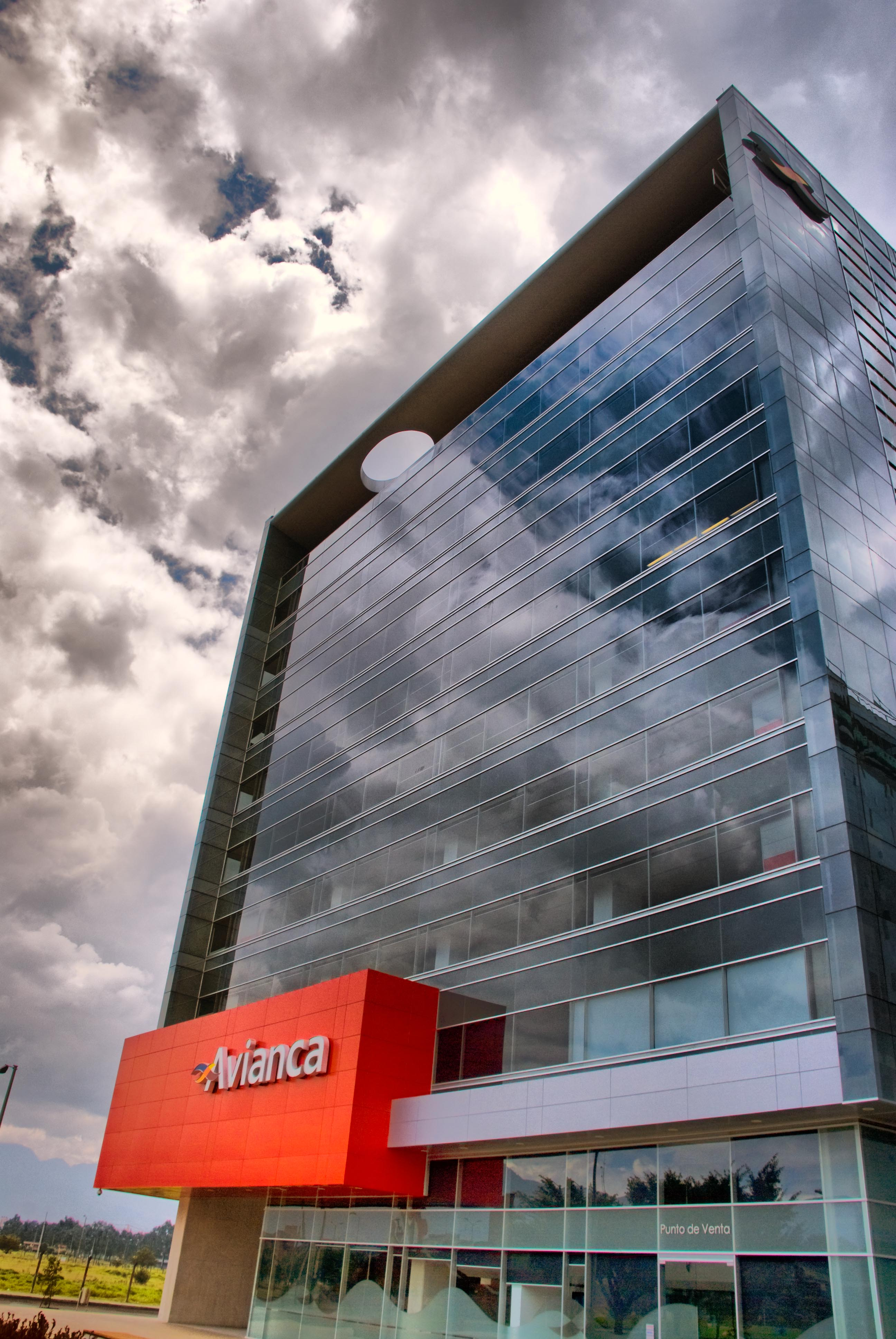
Le siège social d'Avianca.

Aerovias del Continente Americano, ou Avianca (code AITA : AV ; code OACI : AVA), est une compagnie aérienne colombienne. C'est la plus ancienne compagnie aérienne en activité sur le continent américain et, juste après KLM, la 2e compagnie aérienne au monde la plus ancienne à avoir conservé son nom initial. Depuis 2010, l'aviation fait partie du holding AviancaTaca.

## Historique
Le 5 décembre 1919, un groupe de 5 Colombiens et 3 Allemands fondent la Sociedad Colombiana-Alemana de Transportes Aereos ou SCADTA. Le premier vol est effectué en septembre 1920, reliant Barranquilla et Puerto Berrío. Les premiers vols réguliers ont lieu en septembre 1921, des Junkers F 13 à flotteurs assurent la liaison entre le port de Barranquilla et Girardot.
En 1931, Pan American Airways achète 80 % du capital de la SCADTA, qui fusionne en juin 1940 avec Servicio Aereo Colombiano, compagnie aérienne formée en 1933, donnant naissance à Avianca.

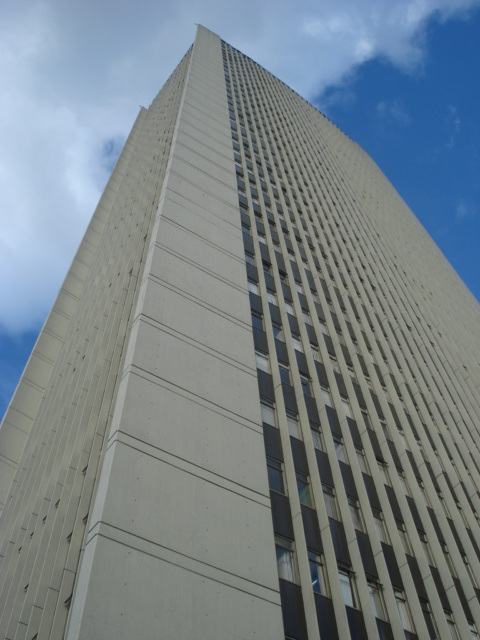
Édifice Avianca Bogota.

En 1954, Avianca absorbe la compagnie SAETA et crée le 3 juin 1955, avec la participation de capitaux américains, Helicol. Le 30 août 1962, Avianca prend aussi le contrôle de Sociedad aeronautica de Medellin (en) (SAM).
En 1978, Avianca rachète à Pan Am les 10 % de capital toujours détenu par la compagnie américaine depuis 1931.

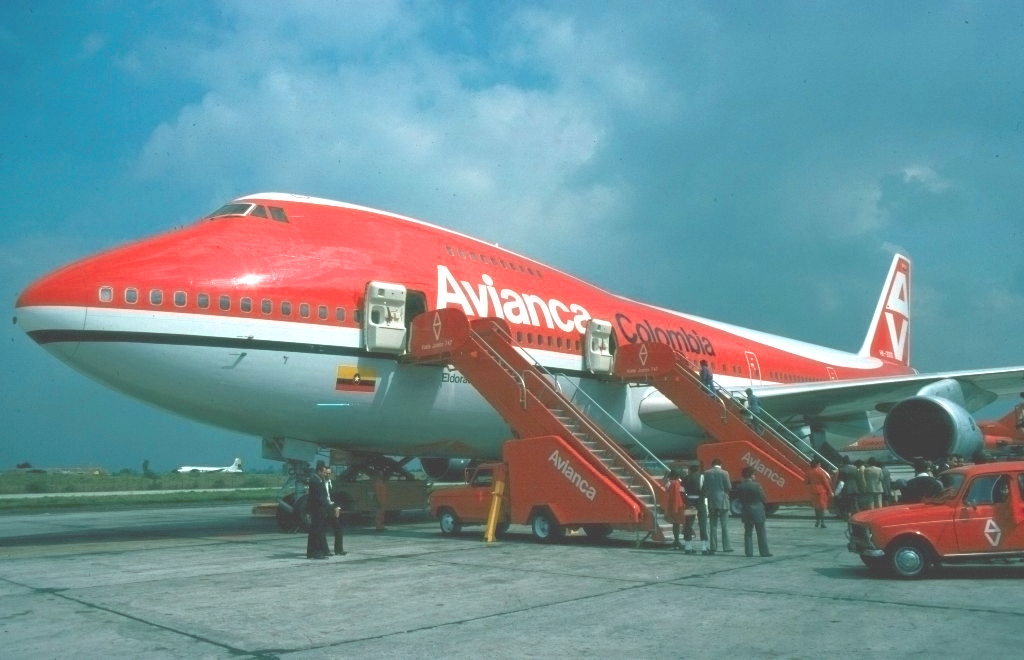
En 1976, Avianca a été la première compagnie aérienne d'Amérique latine à utiliser un Boeing 747.

Début 1983, Avianca emploie 6 900 personnes et exploite quatre Boeing 747 (dont un cargo), sept Boeing 707 (dont deux cargos), un Boeing 720B et 19 Boeing 727-100 et -200. Outre Madrid, Paris, Zurich et Francfort en Europe, Miami, New York et Los Angeles aux États-Unis, la compagnie colombienne dessert un grand nombre d'aéroports d'Amérique centrale et du Sud.
Le 20 mai 2002, Avianca et sa filiale Sam créent avec leur rivale ACES Colombia l'alliance Summa (Alianza Summa). Mais elle est liquidée 18 mois plus tard, ACES Colombia disparaissant tandis qu’Avianca intègre Sam. En octobre 2004, Avianca se met sous protection contre les créanciers (Chapitre 11 de la loi sur les faillites des États-Unis) afin de lancer sa restructuration, à laquelle participe le conglomérat brésilien Synergy Group. Deux des compagnies du groupe, OceanAir au Brésil et VIP Ecuador en Équateur, sont intégrées dans Avianca en 2009.
En octobre 2009, Avianca (Synergy Group, propriété de Germán Efromovich) annonce sa fusion avec Taca International Airlines (alors propriété de Kingsland Holding), basée au Salvador, les deux compagnies devant continuer à opérer indépendamment. Le nouveau groupe affiche un revenu combiné de $3 milliards, dispose de 129 avions, dessert 100 destinations, et emploie 12 000 personnes. Il devient la 2e compagnie aérienne d'Amérique latine derrière LAN Airlines.
En novembre 2010, Avianca-Taca rachète 100 % d'AeroGal (Aerolíneas Galápagos de Ecuador). OceanAir est rebaptisée Avianca Brazil l’année suivante, et VIP Ecuador intégrée en 2012 dans une autre filiale, AeroGal pour former Avianca Ecuador.
Avianca et Taca deviennent membres de Star Alliance le 21 juin 2012, année qui voit le groupe transporter 23,09 millions de passagers avec une flotte combinée de quelque 150 avions (la deuxième en Amérique du Sud derrière LATAM).
En novembre 2013, Avianca fait son entrée à la bourse de New York.
La compagnie demande en mai 2020 à être placée sous la loi de protection contre les faillites aux États-Unis afin de restructurer sa dette. La loi américaine sur les faillites permet à une entreprise de se restructurer, souvent au prix de suppressions d'emplois massives, sans la pression de ses créanciers.
L'État colombien apporte à la compagnie une aide financière de 370 millions de dollars en août 2020. Celle-ci doit au préalable être avalisée par un tribunal de New York.

## Partage de codes
- AeroGal
- Aeroméxico
- Air Canada
- Iberia
- Lufthansa
- Taca
- United Airlines
- US Airways
- Sky Airline (Chili)
- Satena (Colombie)
- Air China[10]

## Flotte

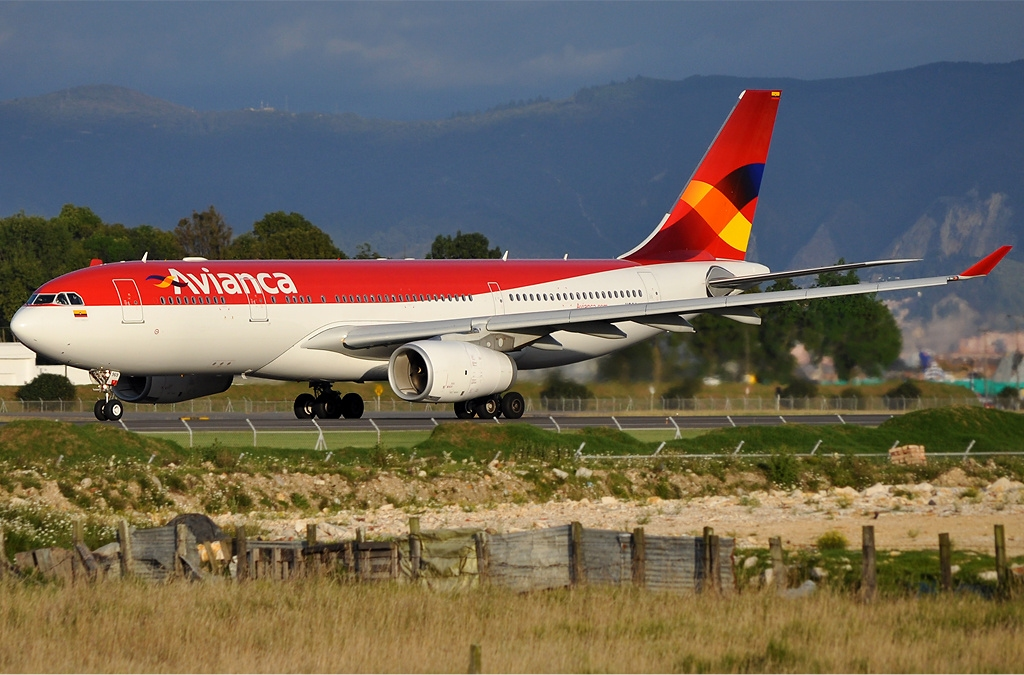
Airbus A330-200 d'Avianca à Bogota (2009).

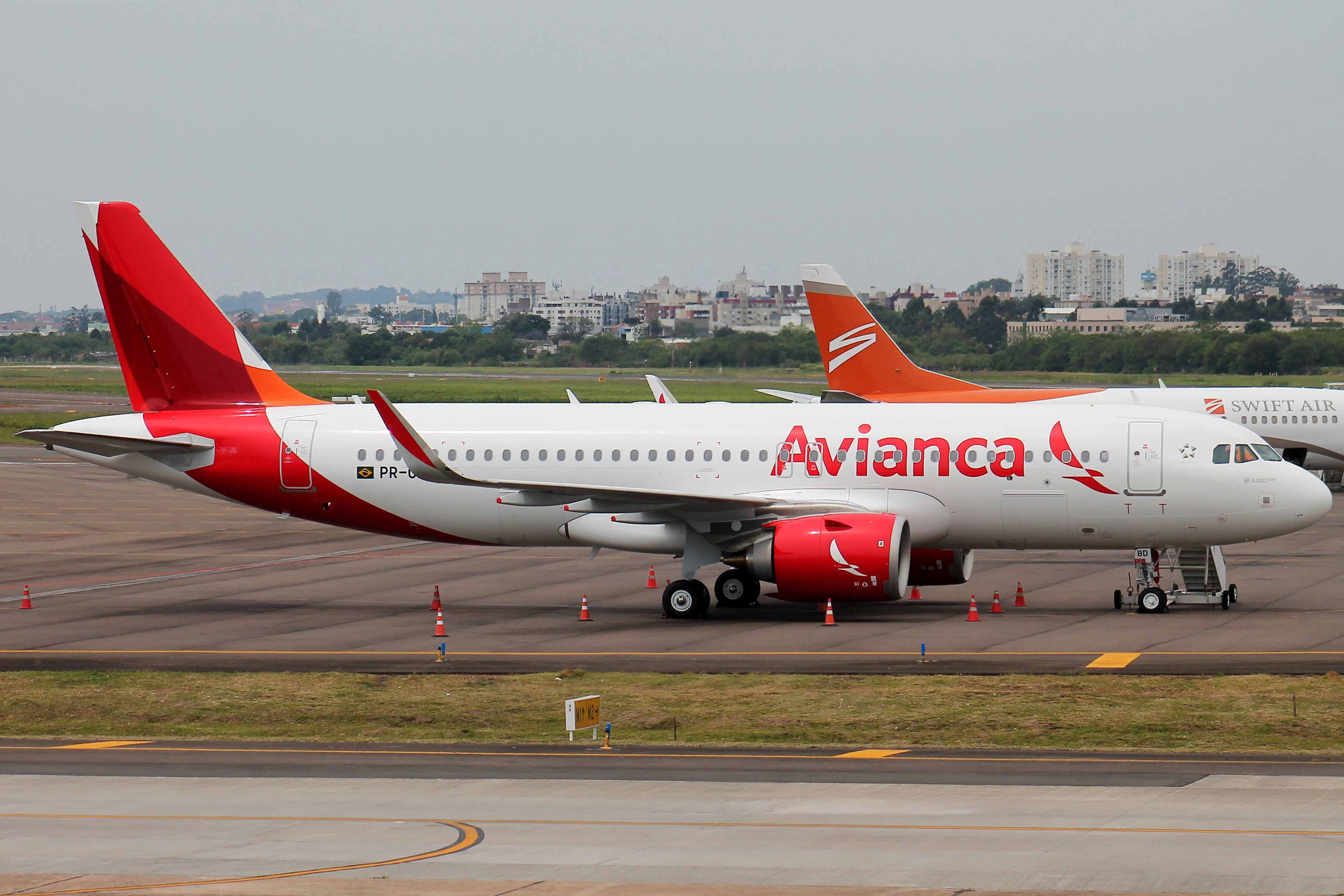
Airbus A320neo d'Avianca.

En janvier 2023, la flotte d’Avianca est composée des appareils suivants :

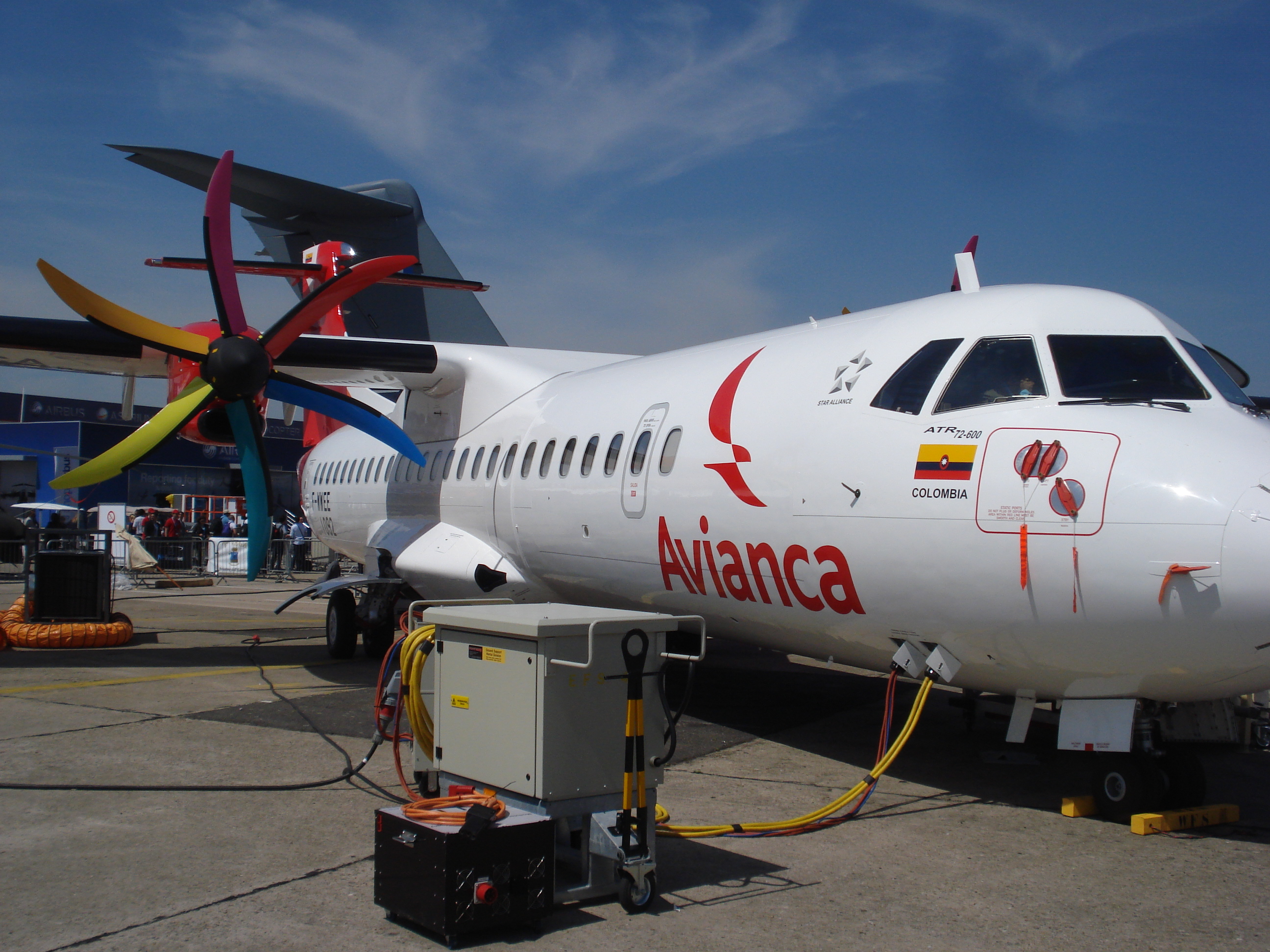
Le premier ATR 72-600 d'Avianca lors de sa livraison à l'occasion du salon du Bourget 2013.

## Accidents et incidents
- Le 25 janvier 1990, le vol 52 Avianca reliant Bogota à New York, un Boeing 707, s'écrase à Long Island, étant arrivé à court de carburant après avoir été placé en zone d'attente pour atterrir à l'aéroport John Fitzgerald Kennedy un jour de brouillard. 73 des 158 passagers sont décédés[13].
- Le 27 novembre 1989, le vol 203 Avianca s'écrase après qu'une bombe a explosé à bord causant la mort des 107 personnes à bord du Boeing 727.
- Le 17 mars 1988, le vol 410 Avianca s'écrase contre une montagne près de Cucuta en Colombie peu après son décollage. Les causes de ce crash sont restées mystérieuses. Les 143 personnes à bord du Boeing 727 sont décédées dans la catastrophe.
- Le 27 novembre 1983, le vol 011 Avianca s'écrase lors de son approche à Madrid entraînant la mort de 181 des 192 personnes à bord du Boeing 747, dont l'écrivain péruvien Manuel Scorza et l'écrivain mexicain Jorge Ibargüengoitia. Les pilotes avaient commis plusieurs erreurs qu'ils n'ont pu rattraper.
- Le 14 janvier 1966, le vol 04 Avianca s'écrase en mer peu après le décollage de l'aéroport international Rafael Núñez en Colombie, faisant 56 morts. Des problèmes de maintenance technique seraient à l'origine du crash.